# جين إيتكن
جين إيتكن (بالإنجليزية: Jane Aitken)‏ هي ناشرة أمريكية، ولدت في 11 يوليو 1764 في بيزلي في المملكة المتحدة، وتوفيت في 29 أغسطس 1832 في Germantown, Philadelphia ‏ في الولايات المتحدة.